# Коково
Коково — деревня в Коськовском сельском поселении Тихвинского района Ленинградской области.

## История
Деревня Кокова упоминается на «Специальной карте западной части России» Ф. Ф. Шуберта 1844 года.

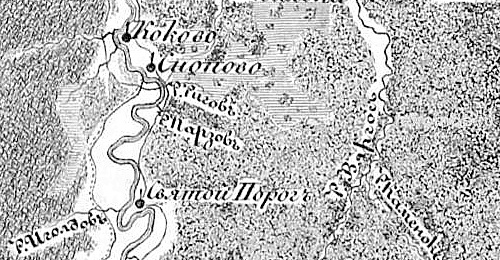
Деревня Коково на карте 1847 года

КОКОВО — деревня Саньковского общества, прихода Шиженского погоста. Река Паша. 

Крестьянских дворов — 6. Строений — 13, в том числе жилых — 9. 

Число жителей по семейным спискам 1879 г.: 18 м. п., 22 ж. п.; по приходским сведениям 1879 г.: 17 м. п., 22 ж. п.

В конце XIX — начале XX века деревня административно относилась к Саньковской волости 1-го земского участка 2-го стана Тихвинского уезда Новгородской губернии.

КОКОВО — деревня Саньковского общества, дворов — 8, жилых домов — 8, число жителей: 29 м. п., 29 ж. п.
 
Занятия жителей — земледелие, лесные заработки. Река Паша. Часовня. (1910 год)

Согласно карте Ленинградской области Северо-западного аэрогеодезического треста ГГУ издания 1932 года деревня насчитывала 7 крестьянских дворов.
По данным 1933 года деревня Коково входила в состав Пашского сельсовета.
По данным 1966 и 1973 годов деревня Коково также входила в состав Пашского сельсовета.
По данным 1990 года деревня Коково входила в состав Шиженского сельсовета.
В 1997 году в деревне Коково Шиженской волости проживали 13 человек, в 2002 году — 17 человек (все русские).
В 2007 году в деревне Коково Коськовского СП проживали 17 человек, в 2010 году — 11.

## География
Деревня расположена в северо-западной части района близ автодороги Коськово — Ульянино.
Расстояние до административного центра поселения — 2 км.
Расстояние до ближайшей железнодорожной станции Тихвин — 51 км.
Деревня находится на правом берегу реки Паша.

## Демография
| 2007 | 2010 | 2017 |
| ---- | ---- | ---- |
| 17   | ↘11  | ↘10  |

### Национальный состав
Согласно данным Всероссийской переписи населения 2021 года в деревне проживали 18 человек, все русские.